# Taglio di Po
Taglio di Po (Tài Pò in dialetto tajante, Tài d Pò in dialetto ferrarese, Tajo de Pò in veneto) è un comune italiano di 7 866 abitanti della provincia di Rovigo in Veneto, situato a sud-est del capoluogo.

## Geografia fisica
Taglio di Po si trova all'interno del territorio del Delta del Po, nel basso Polesine, lungo la sponda destra del fiume Po. Il capoluogo comunale è lambito a sud dal 45º parallelo, la linea equidistante fra il Polo nord e l'Equatore.
Il territorio comunale, di forma molto allungata, si estende sull'Isola di Ariano, delimitata dai rami del fiume Po: il Goro a sud, il Po di Venezia a nord ed il suo ramo, il Po di Gnocca, a sud/est. Il comune di Taglio di Po confina a nord-ovest con Adria e Loreo, a nord-est con Porto Viro, a est con Porto Tolle, a sud con Ariano nel Polesine e a ovest con Corbola.

## Storia

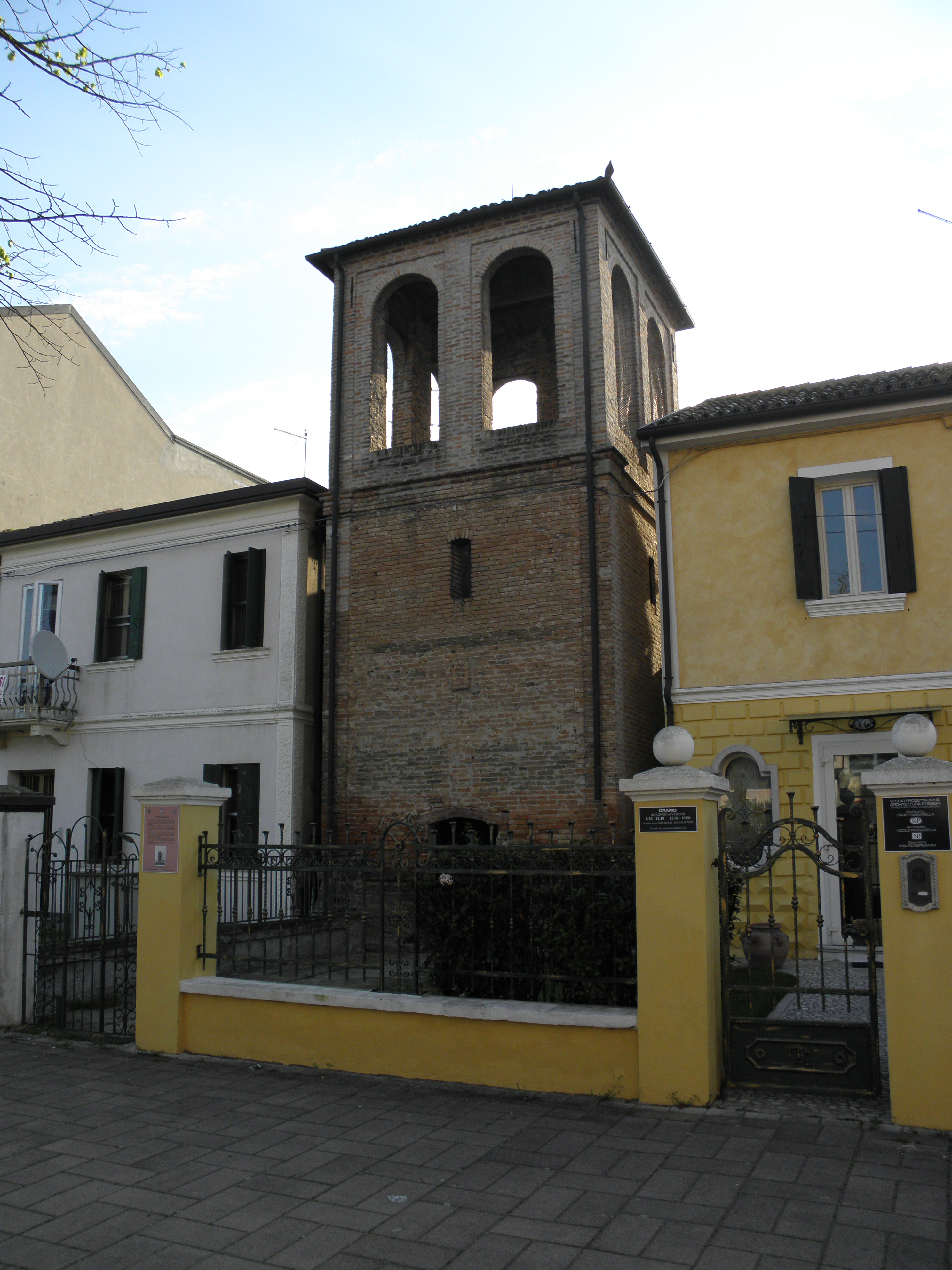
La Torre campanaria, uno degli edifici più antichi della cittadina, edificata nel 1882.

La storia del comune è documentata solo dal Cinquecento. Nei tempi antichi esistevano più cordoni dunosi sul mare, il più recente dei quali arrivava circa ove oggi è l'attuale quartiere "Montesecco".
Il territorio, tuttavia, aveva un nucleo abitativo antico ove ora sorge la piccola frazione di Mazzorno Destro (allora denominata Ca' Querini, dal nome di una nobile famiglia veneziana) con proprio oratorio.
Il rimanente territorio ad est dell'attuale S.S. 309 "Romea" si è formato successivamente al taglio di Porto Viro  , l'opera idraulica realizzata dalla Serenissima tra il 1600 ed il 1604. 

I primi insediamenti abitativi nell'attuale centro del paese ebbero luogo intorno al 1550, nell'area sotto arginale dell'attuale quartiere "Vallina". 
In quella zona v' era un gorgo residuale di una disastrosa rotta antica. Ivi esisteva il piccolo villaggio lacustre di "Porto Viro", abitato da pescatori e canaroli, da cui il nome alla poderosa opera idraulica della Serenissima. 
Nelle successive rotte del Po fra 1604 e 1748      , l'abitato (comprensivo di un piccolo oratorio Zen a ridosso dell'argine sul Po) fu spostato dalla zona valliva (e quindi più bassa) alla zona pianeggiante (ad una quota ben più alta ed al riparo da inondazioni) fra due cordoni dunosi fossili (uno sull'attuale via San Basilio e l'altro sull'attuale via Romea Comunale). 
Sino all'invasione napoleonica del 1796 rimase nella Repubblica di Venezia.
Nel 1800 fu costituita la Parrocchia di Taglio di Po, indipendente da Contarina e Donada (infatti prima di tale data i battesimi, matrimoni e morti sono equamente divisi negli archivi parrocchiali delle due località). La Zona Marina, ancora adesso invece, dipende dalla Parrocchia della Donzella (Porto Tolle).
Entrò a far parte del distretto di Ariano e successivamente ebbe le medesime vicende storiche del confinante comune di Ariano nel Polesine sino al 1866, Terza guerra d'indipendenza, quando fu annesso al Regno d'Italia in seguito al Plebiscito del Veneto del 1866.

### Simboli
Lo stemma del Comune di Taglio di Po raccoglie gli elementi più rappresentativi del territorio e della sua storia. Sullo sfondo, davanti al gruppo del Monviso, è seduto il leggendario Eridano che tiene fra le mani un otre da cui sgorga l'acqua che diventa il fiume Po che scorre sulla pianura. In primo piano un personaggio maschile in piedi, Luigi Groto detto il Cieco di Adria, che indica il punto dove iniziare l'opera del taglio di Porto Viro che aveva propugnato con uno storico discorso pronunciato davanti al Senato veneziano il 17 novembre 1569. Sopra lo stemma, un nastro reca l'iscrizione latina riferita a Groto: Multo animo vidit Lumine captus erat ("Vide col grande animo colui che era stato privato della luce").

## Monumenti e luoghi d'interesse

### Architetture religiose
- Chiesa parrocchiale di San Francesco d'Assisi a Taglio di Po;
- Chiesa di San Francesco d'Assisi a Mazzorno Destro;
- Oratorio privato di San Antonio da Po a Taglio di Po;
- Oratorio privato di Santa Margherita in Tenuta Ca' Zen;
- Oratorio Garola a Polesinello;
- Chiesa di Nostra Signora del Santissimo Sacramento a Oca Marina;
- Chiesa del Cuore Immacolato della Beata Vergine Maria e San Rocco Confessore a Gorino Sullam.

### Architetture civili
- Ca' Borini
- Ca' Nani
- Ca' Vendramin
- Ca' Zen
- Ca' Papadopoli
- Torre Campanaria

### Biblioteche
• Biblioteca Comunale e Informagiovani, in Vicolo Oroboni 7.

## Società

### Evoluzione demografica
Abitanti censiti

### Religione
Il territorio di Taglio di Po fa parte della diocesi di Chioggia, sede della Chiesa cattolica suffraganea del patriarcato di Venezia, appartenente alla regione ecclesiastica Triveneto.

Cittadini di rilievo
Vigor Bovolenta

## Cultura

### Eventi
- 27 gennaio: si ricorda la solennità della Madonna del Vaiolo (con solenne processione), la quale, nel 1887, dopo essere stata portata in processione il 27 gennaio, "ha compiuto il miracolo" debellando il morbo del vaiolo che stava uccidendo centinaia di abitanti.
- 13 giugno: Sant' Antonio da Padova con una processione che si snoda lungo l'argine.
- 16 luglio:  Festa della B.V. del Carmine.

### Fiere e manifestazioni
- Fiera di luglio, in coincidenza con la festa della B.V. del Carmine
- Sagra di S.Gaetano, il 7 agosto, nella frazione di Mazzorno Destro
- Sagra di San Luigi Gonzaga, il 21 giugno, nella frazione di Oca Marina
- La perla in Festa, fine settimana successivo alla Fiera di luglio, nel quartiere Villaggio Perla

### Istruzione

#### Musei
- Il Museo regionale veneto della bonifica  realizzato nell'ex impianto idrovora Cà Vendramin e dimesso verso la fine degli anni '60.

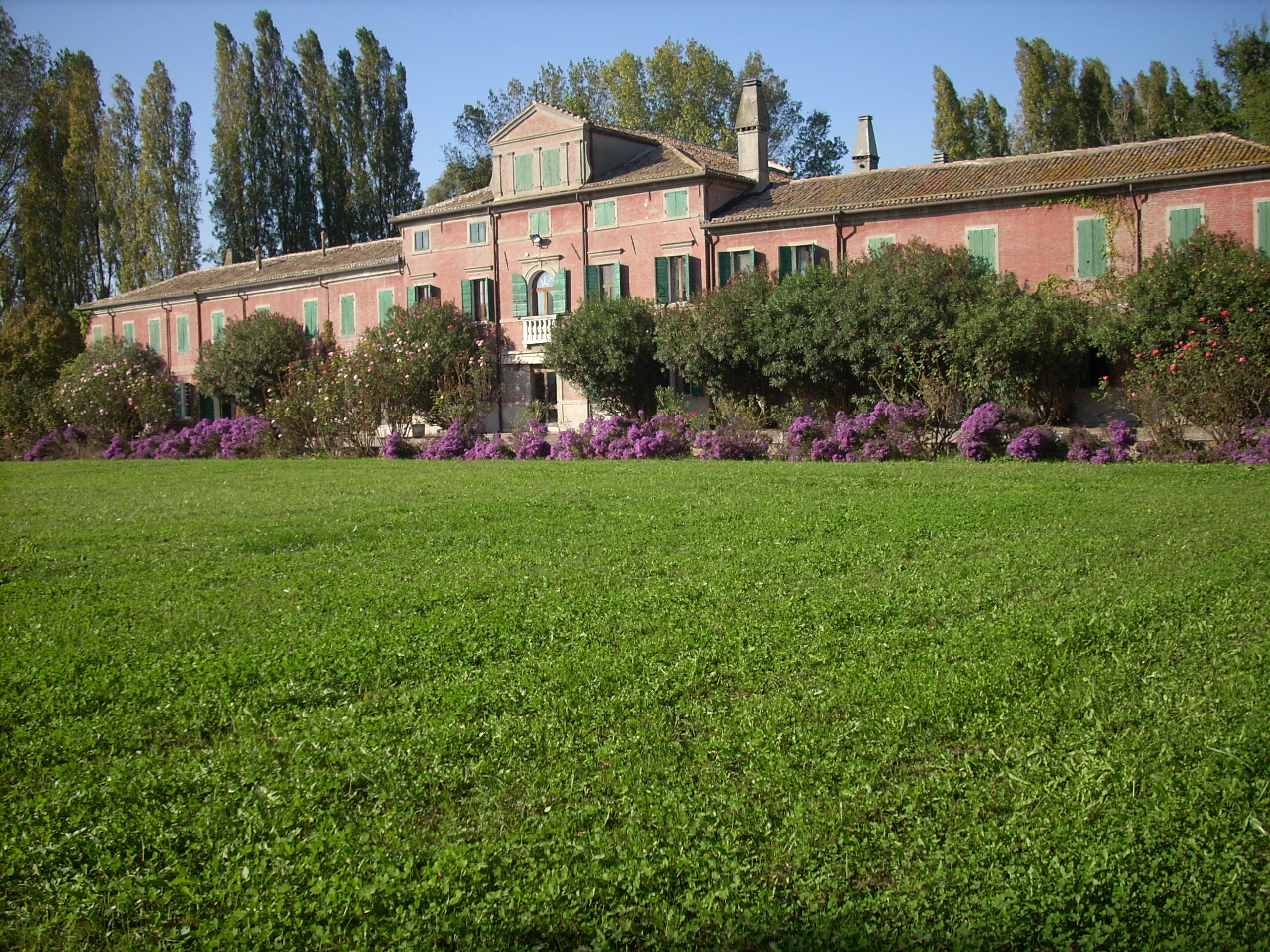
Ca' Zen, nell'omonima località.

## Economia
L'economia di Taglio di Po è principalmente basata su piccole e medie imprese artigiane e di servizi, mentre la componente agricola è in netto calo, tranne che nelle frazioni dove è ancora la prima risorsa.
Da qualche anno, alcuni operatori stanno prendendo in considerazione lo sviluppo economico dettato dalla presenza del Parco del Delta del Po che, pur con molta fatica, sta rivelandosi come fonte economica da tenere in considerazione. La presenza di turisti, in leggero aumento, anno dopo anno, ha spinto all'apertura di qualche bed & breakfast, alcuni agriturismi e alla creazione di nuovi posti letto per gli alberghi.

## Geografia antropica

### Frazioni
Secondo lo statuto, il comune riconosce come tali solo due frazioni oltre al capoluogo, ma si precisa che ciascuna di esse è costituita da più località distinte:
- Mazzorno Destro: Borgo Mosca, Mazzorno Destro, Ca' Visentin;
- Zona Marina: Bibia, Ca' Lattis, Ca' Papadopoli, Ca' Vendramin, Gorino Sullam, Pisana, Polesinello, Polesinino, Oca Marina.

## Infrastrutture e trasporti
La principale via d'accesso a Taglio di Po è la SS Romea 309; arteria stradale che collega Ravenna a Venezia. La strada provinciale 46 unisce invece Taglio di Po alla vicina Corbola.

## Amministrazione

### Amministrazione
| Periodo | Periodo   | Primo cittadino     | Partito                                 | Carica  | Note |
| ------- | --------- | ------------------- | --------------------------------------- | ------- | ---- |
| 1995    | 1999      | Vincenzo Melone     | Partito Democratico della Sinistra      | Sindaco |      |
| 1999    | 2004      | Adriano Mischiatti  | Lista Civica (Centro-destra)            | Sindaco |      |
| 2004    | 2009      | Margaret Crivellari | Lista Civica (Centro-sinistra)          | Sindaco |      |
| 2009    | 2012      | Marco Ferro         | Lista Civica                            | Sindaco |      |
| 2012    | 2017      | Francesco Siviero   | Lista Civica "Insieme"                  | Sindaco |      |
| 2017    | 2022      | Francesco Siviero   | Lista Civica "Insieme per Taglio di Po" | Sindaco |      |
| 2022    | in carica | Laila Marangoni     | Lista Civica "Viviamo Taglio di Po"     | Sindaco |      |

### Gemellaggi
- Castelmuschio[senza fonte]